# Brett Hollister
Brett Hollister, född den 19 maj 1966 i Rotorua i Nya Zeeland, är en nyzeeländsk roddare.
Han tog OS-brons i fyra med styrman i samband med de olympiska roddtävlingarna 1984 i Los Angeles.